# سد چیکسی
سد چیکسی (به اسپانیایی: Hidroeléctrica Chixoy) یک سد و نیروگاه برقابی در گواتمالا است که در شهرستان آلتا براپاس واقع شده‌است.